# Keljivo
Keljivo se koristi u proizvodnji papira i dodaje na površinu već gotove papirne vrpce ili u papirnu suspenziju prije stvaranja vrpce na situ. Za površinsko keljenje (lijepljenje) papira služe izmijenjeni (modificirani) škrob, kožno tutkalo, kazein, karboksilmetilceluloza, voskovi, parafin te umjetne smole, ponekad i lignosulfonati, a za keljenje u masi najčešće se koristi kolofonij.

## Objašnjenje
Zahvaljujući dobroj kvasivosti celuloze i njenu kapilarnom sustavu, papir neobrađen keljivima lako upija tekućine. To je svakako poželjno svojstvo filtarskih papira i papirnatih ručnika, ubrusa i maramica, ali je inače nepogodno, posebno za omotne papire i pisaće papire na kojima se piše tintom. Zbog toga se u proizvodnji papira upotrebljavaju keljiva koja sprečavaju razlijevanje i prodiranje tekućina, u prvom redu vode, u papir. Ta keljiva mogu djelovati na različite načine. Ona zbog svoje hidrofobnosti smanjuju kvasivost celuloze, popunjuju pore ili ih površinski zatvaraju, a to se djelovanje ispoljuje tek nakon sušenja papira po izlasku iz papirnog stroja. Dodavanjem keljiva, to jest keljenje papira, može biti dvojako: keljivo se može dodavati za vrijeme mljevenja vlaknaste mase, ili se kasnije nanosi na površinu papira prolaskom skoro suhe papirne trake kroz prešu za keljenje, koja se nalazi pri kraju sušne sekcije papirnog stroja. Keljenje u masi pospješuje kasnije površinsko keljenje ili nanošenje drugih dodataka na površinu, na primjer pri proizvodnji samokopirnih papira.
Prema količini upotrebljenog keljiva razlikuje se takozvani punokeljeni, polukeljeni i nekeljeni papir: 
- punokeljeni je pisaći, crtaći, fotografski, dokumentni, ofsetni, tapetni papir i slično;
- među polukeljeni ili manje keljeni papir ubraja se papir za duboki tisak, obični tiskovni i omotni papir, dok je
- nekeljeni papir novinski, cigaretni, elektroizolacijski i filtarski papir.

Kao keljiva upotrebljavaju se različite tvari kao što su prirodne i umjetne smole, parafinski, voskovi, tutkalo, kazein, škrob, silikoni, celulozni derivati i drugi. Potrebna količina keljiva ovisi o vrsti sirovine i o vrsti papira koji se proizvodi, a obično je maseni udjel keljiva od 0,5 do 3% s obzirom na suhu celuloznu masu.
Za keljenje u masi najviše se primjenjuju keljiva na temelju prirodnih smola, od kojih je za te svrhe najvažniji kolofonij. Ta se smola dobiva iz različitih vrsta borova i smjesa je nekih smolnih kiselina, od kojih najviše ima abijetinske kiseline C19H29COOH. Kolofonij namijenjen za keljenje papira podvrgava se najprije djelomičnoj saponifikaciji pomoću natrijevog hidroksida ili sode da bi se dobila pasta sa 70 do 80% čvrste tvari i s različitim udjelom slobodnih smolnih kiselina (obično od 30 do 40%). Ta se pasta prije upotrebe razrjeđuje vrućom vodom uz snažno miješanje 3%-tne disperzije i dodaje se vlaknastoj masi odjednom ili neprekinuto, za vrijeme ili nakon mljevenja. Dobro izmiješanoj smjesi vlaknaste mase i keljiva potrebno je dodati i sredstvo za taloženje i fiksiranje čestica keljiva na površinu celuloznih vlakanaca. Najčešće se za to upotrebljava aluminijev sulfat u suhom, samljevenom stanju ili u obliku otopine. Pri tome je kiselost vrlo važna i pH mora biti od 4,5 do 5,5. Točan mehanizam njegova djelovanja u tom složenom koloidnom sustavu nije dovoljno poznat, ali se čini da su pri tom bitni električni naboji čestica pojedinih dijelova sustava. Prema pojednostavnjenoj predodžbi, sloj pozitivno nabijenih aluminijev iona nalazi se između negativno nabijenih slojeva celuloznih vlakanaca i čestica keljiva, što uzrokuje njihovo međusobno povezivanje. Na temelju pretpostavke o zamjeni natrijevih kationa aluminijevim kationima u solima smolnih kiselina, potrebna teorijska količina aluminijevog sulfata iznosila bi svega 1/3 količine keljiva. Međutim, u stvarnosti ga se dodaje i od 5 do 6 puta više od teorijske količine.
Upotreba aluminijevog sulfata, kao sredstva za taloženje i fiksiranje keljiva na celuloznim vlakancima, ima i nedostataka. Naime, papir dobiven tim načinom pokazuje zbog prisutnog aluminijevog sulfata kiselu reakciju (pH ∼ 4,5). To ne dozvoljava dodatak nekih punila osjetljivih na kiseline (na primjer kalcijev karbonat), a osim toga bitno utječe na postojanost papira jer uzrokuje polaganu i trajnu hidrolizu celuloze. Papir nakon nekog vremena požućuje, gubi čvrstoću, lako se kida i ubrzano propada, pa se ne može upotrijebiti za izradu permanentnih papira, na primjer za dokumente, vrijedne knjige i slično. U te se svrhe uspješnom pokazala primjena dimera alkilketena, koji reagira s hidroksilnim grupama celuloze i tako celuloznim vlakancima daje hidrofobni karakter.
Ostala keljiva za papir rijetko se upotrebljavaju sama, već uz smolno keljivo služe kao dodaci za postizavanje nekih posebnih svojstava papira. Tako se škrob dodaje mnogim vrstama papira da bi se poboljšala neka njegova mehanička svojstva, krutost i gustoća, i da bi se se povećala sposobnost primanja punila. Voštana keljiva dodaju se vlaknastoj masi prilikom proizvodnje vodootpornih i vodoodbojnih papira. Keljivo na temelju sulfuriranih parafinskih voskova smanjuje istezanje papira, doprinosi glatkoći satiniranih papira i smanjuje prašenje strojnoglatkih papira. Životinjsko tutkalo služi kao dodatak prilikom proizvodnje punokeljenih papira, a također se lako taloži na celuloznim vlakancima pomoću aluminijevog sulfata. Za postizavanje veće čvrstoće papira u mokrom stanju vlaknastoj se masi nakon mljevenja dodaju melaminske i ureaformaldehidne smole, koje ujedno i povećavaju tvrdoću papira i njegovu otpornost prema povišenoj temperaturi. U posljednje se vrijeme za postizavanje hidrofobnih svojstava papira sve više upotrebljavaju organski spojevi silicija, u prvom redu silikoni.